# 松下松治郎
松下 松治郎（まつした まつじろう / しょうじろう、1896年〈明治29年〉2月 - 1969年〈昭和44年〉7月27日）は、昭和期の実業家、政治家。参議院議員。

## 経歴
福井県丹生郡、現在の越前町で生まれた。1928年（昭和3年）福井県水産会議員に就任。福井県敦賀郡水産会長、敦賀商工会議所議員、帝国水産会議員、大進石綿盤工業取締役、敦賀漁業取締役、越前化学製油肥料取締役会長、敦賀税務署所得税調査員、福井県商工政治協議会副会長などを務めた。1946年（昭和21年）9月、敦賀商工会議所会頭に就任。
1947年（昭和22年）4月の第1回参議院議員通常選挙に福井県地方区から日本社会党公認で出馬して当選（補欠、任期3年）し、参議院議員に1期在任した。1960年（昭和35年）民主社会党（民社党）の結党に加わり、同党福井県連初代会長に就任した。
また、日本近海捕鯨会社社長、東京スレート㈱社長、敦賀第一劇場社長、敦賀東映会館社長などを務めた。
1969年（昭和44年）7月27日死去、73歳。死没日をもって勲四等旭日小綬章追贈、従五位に叙される。